# Elizabeth Watkins
Elizabeth Watkins (10 de março de 1863 – 31 de outubro de 1973) foi uma superecentenária do Reino Unido, foi Decana da Humanidade de 18 de agosto de 1973 até a data de seu falecimento, aos 110 anos e 235 dias. Sucedeu-lhe no título Mito Umeta, de 110 anos de idade.